# Thelymitra truncata
Thelymitra truncata är en orkidéart som beskrevs av Richard Sanders Rogers. Thelymitra truncata ingår i släktet Thelymitra och familjen orkidéer. Inga underarter finns listade i Catalogue of Life.